# ウェールズ・リバイバル
大ウェールズ・リバイバル（The Great Welsh Revival）は、最も大きい全体規模の20世紀のウェールズのキリスト教リバイバルである。

## 背景
1904年から1905年のリバイバル前の、最後のウェールズ人が見たリバイバルは1859年にあった。しかし、変化は進行中だった。1850年以降、ウェールズのキリスト教は形においてカルヴァン主義の影響が少なくなった。クリスマス・エヴァンズ（1838年没）、ジョン・エリアス（1841年没）、ヘンリー・リーズ（1869年没）のような指導者が亡くなり、力強い聖書の説教家の世代は終わった。
1859年と1904年の間に、クマファン（1866年）、ロッダ（1879年）、カーマーセンとブレナウフェスティニオグ（1887年）、ドーライス（1890年）とポントネウィッドに地方のリバイバルが起きた。
その指導者となったリバイバリストはエヴァン・ロバーツである。1904年のセス・ジュニアの集会に参加したロバーツは神に叫び祈った。ロバーツは1904年10月30日に神の声を聞いたという。そして彼が教会で青年たちを集めて説教したとき、悔い改めと回心が起こった。このリバイバルで、ウェールズの10万人がイエス・キリストのもとに帰ったといわれる。ロバーツの働きは2年程度だったが、英国、北米にもリバイバルはもたらされた。
このリバイバルにより、1919年に南ウェールズ聖書学院、1924年にスウォンジー聖書学院が開校した。
ウェールズ人のマーティン・ロイドジョンズは著書の中でしばしば言及している。